# Zonca (equip ciclista)

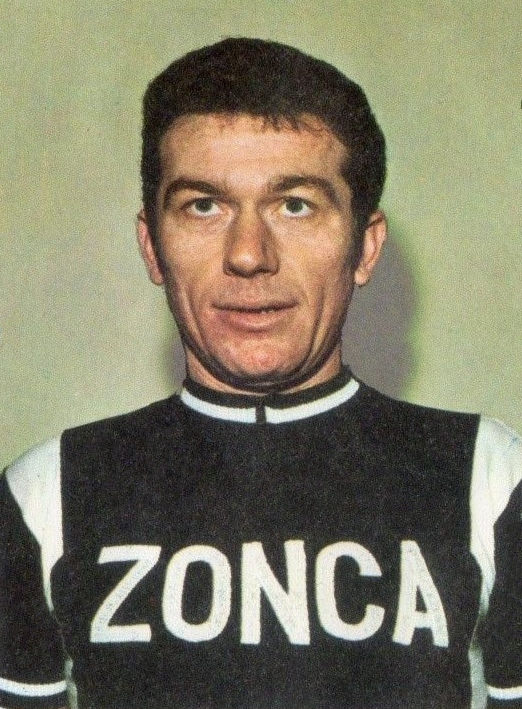
Ambrogio Portalupi

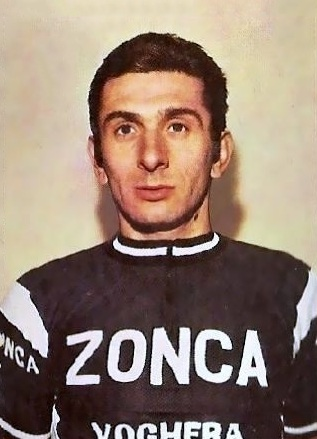
Giuseppe Beghetto

L'equip Zonca, va ser un equip ciclista italià, de ciclisme en ruta que va competir entre 1970 a 1979. La seva principal victòria va ser la general del Giro d'Itàlia per part de Giuseppe Saronni.

## Principals resultats
- Trofeu Matteotti: Davide Boifava (1972)
- Tour del Nord-oest de Suïssa: Roland Salm (1974, 1975)
- Giro del Friül: Franco Bitossi (1976)
- Coppa Sabatini: Piero Spinelli (1976), Leonardo Mazzantini (1979)
- Giro de la Província de Reggio de Calàbria: Constantino Conti (1977)
- Milà-Torí: Pierino Gavazzi (1978)
- Giro de Campània: Pierino Gavazzi (1979)

### A les grans voltes
- Giro d'Itàlia
  - 8 participacions (1972, 1973, 1974, 1975, 1976, 1977, 1978, 1979)
  - 4 victòries d'etapa:
    - 1 el 1973: Gianni Motta
    - 2 el 1978: Giancarlo Bellini, Pierino Gavazzi
    - 1 el 1979: Bruno Wolfer

  - 0 classificacions finals:
  - 1 classificacions secundàries:
    - Gran Premi de la muntanya: Ueli Sutter (1978)

- Tour de França
  - 0 participacions

- Volta a Espanya
  - 0 participacions